# 广州号导弹驱逐舰 (168)
广州号导弹驱逐舰（舷号168）简称广州舰，是中国人民解放军海军052B型导弹驱逐舰首舰，也是解放军海军首艘第三代导弹驱逐舰，也是第三艘以“广州”为名的军舰。具有较强的信息化条件下综合立体对空、对海、反潜作战能力。广州舰舰名取自广东省省会广州市，由江南造船厂开工建造，于2002年5月23日下水，2004年9月入列，同年11月命名。其命名入列授旗仪式于海南省三亚市举行，最初服役于南海舰队驱逐舰第九支队，后转隶驱逐舰第二支队。

## 历史
2009年3月5日，广州号导弹驱逐舰携中国海军特战队员抵达巴基斯坦卡拉奇，与来自美国、英国、法国、澳大利亚、日本、巴基斯坦、孟加拉、马来西亚、科威特、尼日利亚和土耳其等12个国家的海军部队共同参加“和平-09”多国海上联合军演，演习包括港岸特种部队演练和海上实兵演习两部分，共持续8天。演习结束后，广州舰于3月14日起航回国，并于3月26日抵达海南省三亚市某军港。
2009年8月16日，广州号导弹驱逐舰抵达印度尼西亚万鸦老比通港，开始为期4天的友好访问。期间，广州舰与14国28艘海军舰艇参加了庆祝印度尼西亚独立64周年国际舰队检阅活动。8月10日，广州舰抵达文莱穆阿拉港，开始为期4天的友好访问。结束对两国的访问后，广州舰于8月24日返回驻地。
2010年3月4日，广州号导弹驱逐舰及微山湖号综合补给舰组成解放军海军第五批护航编队，从海南省三亚市某军港码头起航，赴亚丁湾、索马里海域接替第四批护航编队执行护航任务。该次护航任务历经192个日夜，航程92495海里，广州舰先后查证驱离可疑船只85批370艘次，为41批588艘中外商船实施了伴随护航。护航结束后广州舰与先期到达并执行护航任务的巢湖舰还出访了埃及、意大利、希腊、缅甸等4国，并停靠新加坡。2010年9月11日，广州舰编队返回驻地。2018年广州舰进厂中修，2023年10月广州舰亮相南部战区集体婚礼， 改装后的广州舰拆除了原舰上的2座俄式施基利防空导弹单臂发射架以及2座配套的各含24枚9M317E中程防空导弹的弹库，增设了4座8联装共32单元H/AKJ16型650毫米VLS装置。换装了054A型护卫舰使用的国产382型顶板三坐标对空搜索雷达，MP-331型音乐台对海搜索雷达升级到MP366-2型，更换先进的726-4型122mm火箭发射装置。对海打击由原来的4座4联装鹰击-83反舰导弹，换装成2座4联装鹰击-12超音速反舰导弹。